# Renodes
Renodes là một chi bướm đêm thuộc họ Erebidae.

## Các loài tiêu biểu
- Renodes curviluna (Druce, 1890)